# 都市型水害
都市型水害（としがたすいがい）は、大都市に発生する都市特有の水害のこと。近年、日本など世界中の大都市で発生の傾向が見られる。

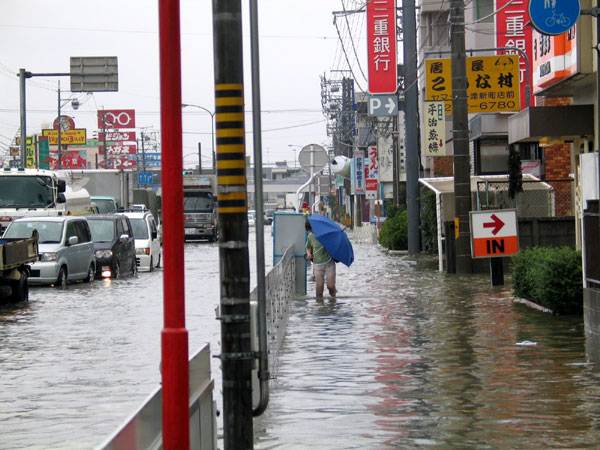
2004年9月の洪水、三重県津市
都市型水害の一例

## 要因
都市域においては、地表がアスファルトやコンクリートで舗装されているため、雨水は貯留・浸透されることなく、下水管や雨水管を経て速やかに河川や海域に排水される。しかし集中豪雨などでこれらの排水理能力を超える雨水が流入した際や、河川水位が高い場合には速やかに雨水を排出する事が出来ず、溢れて洪水となる（内水氾濫）。特に早期に下水管・雨水管の整備が行われた大都市では近年の集中豪雨に比べ排水能力が十分でないため、このような氾濫を助長している。また、前述のように都市部では雨水を速やかに河川・海域に排水する整備が進んでいることから、集中豪雨の際に河道に雨水が一度に流れ込むことで河川水位の急激な上昇を引き起こし越水による氾濫につながる（外水氾濫）。
まれではあるものの、水道管が破裂した際に発生する事がある。

## 被害
都市部、特に東京、大阪などの大都市部では地下鉄、地下街など地下構造物が多く存在し、地上が冠水すると一気に地下に流れ込んで被害が拡大する事が多い。地下室は出入り口だけではなく換気口などから浸水する事がある。扉（押し戸）は冠水すると水圧で開かなくなる恐れもあるので、大雨の際は地下に行かない方が望ましい。
電気系統の設備が浸水すると漏電や短絡が起こって停電になる事もある。以前には変電所が浸水し、大規模な停電が起こった事例もあった。他にも防火シャッターなどの誤作動が考えられる。
下水道においては、地下に浴室やトイレがある場合、逆流する事もある。他にも冠水したマンホールの蓋が浮上、流出する事例があった。また、一時に大量の水が下水管に流れ込むとその圧力によってマンホールの蓋が吹き飛ぶなどして危険である。その場合、生活排水や汚水が地上に噴出することもあるため衛生にも良くないとも言える。
人が側溝にはまってしまい、流されて死亡するケースも多い。

## 対策
- 透水性アスファルトなどによる舗装：水がある程度地中にしみこむため、それなりの効果は期待できる。
- 調整池を設置する。
- 浸透ます、貯留槽、緑地等の浸透貯留施設の設置[5]
- 各家庭の防潮板、土嚢の用意：小規模の洪水であれば時間稼ぎ程度は可能である。むろん、堤防の決壊などに対しては無力である。
- 各人が自治体が作成したハザードマップを確認する事が望ましい。
- 集中豪雨の際はなるべく出歩かない方が良い。側溝やマンホールの蓋が浮上、流出していることもあるので、避難時など出歩く時は杖や棒で足下を探りながら歩く事が望ましい。
- 気象庁が発表する降水ナウキャストをチェックする。